# Canadees curlingteam (gemengd)
Het Canadees curlingteam vertegenwoordigt Canada in internationale curlingwedstrijden.

## Geschiedenis
Canada nam voor het eerst deel aan een internationaal curlingtoernooi voor gemengde landenteams in 2015, toen het van de partij was op het allereerste wereldkampioenschap in deze curlingdiscipline. Het Canadese team, onder leiding van skip Maxwell Kirkpatrick, opende het toernooi met een 7-4-overwinning tegen Letland. De Canadezen sloten de groepsfase af op de derde plaats, en wisten zich na winst op Italië te plaatsen voor de kwartfinales. Hierin werd verloren van Rusland. Canada sloot het toernooi af op de vijfde plaats, op 36 deelnemers. Ook een jaar later wisten de Canadezen de kwartfinales te bereiken, waarin verloren werd van Schotland. In 2017 stond het Canadese team onder leiding van Trevor Bonot. Canada won dertien wedstrijden op rij en bereikte zo de finale, die evenwel verloren werd van Schotland. In 2018 was het dan eindelijk raak. In eigen land wist het Canadese team wederom de finale te halen. Ditmaal was Spanje opponent van dienst. Canada won met 6-2 en kroonde zich aldus voor het eerst tot wereldkampioen. Een jaar later verlengde Canada zijn wereldtitel, door in de finale Duitsland met 6-5 te verslaan. De derde titel oprij behaalde het Canadese team in 2022. In de finale werd nu Schotland verslagen, 7-4.

In 2024 haalde het team de kwartfinale niet. In de achtste finale werd Canada verslagen door  Nederland. Nederland stal 2 stenen in het achtste end, 4-6.

## Canada op het wereldkampioenschap
| Jaar | Plaats | Skip                | WG | W  | V | PV | PT |
| ---- | ------ | ------------------- | -- | -- | - | -- | -- |
| 2015 | 5      | Maxwell Kirkpatrick | 10 | 7  | 3 | 56 | 45 |
| 2016 | 5      | Michael Lizmore     | 9  | 8  | 1 | 61 | 25 |
| 2017 | 2      | Trevor Bonot        | 14 | 13 | 1 | 62 | 32 |
| 2018 | 1      | Mike Anderson       | 11 | 10 | 1 | 87 | 34 |
| 2019 | 1      | Colin Kurz          | 11 | 11 | 0 | 92 | 39 |
| 2022 | 1      | Jean-Michel Ménard  | 12 | 11 | 1 | 89 | 45 |
| 2023 | 3      | Félix Asselin       | 11 | 10 | 1 | 80 | 41 |
| 2024 | 9      | Shaun Meachem       | 8  | 7  | 1 | 80 | 27 |